# Hrusewyzja
Hrusewyzja (ukrainisch Грузевиця; russisch Грузевица Grusewiza) ist ein Dorf im Zentrum der ukrainischen Oblast Chmelnyzkyj mit etwa 2000 Einwohnern.
Das erstmals 1784 schriftlich erwähnte Dorf liegt in der historischen Landschaft Podolien im Nordwesten des Rajon Chmelnyzkyj auf einer Höhe von 287 m am Ufer des Südlichen Bugs. Hrusewyzja befindet sich an der Territorialstraße T–23–11, über die das Gemeindezentrum Tschornyj Ostriw nach 8 km in nordwestliche Richtung und das Rajon- und Oblastzentrum Chmelnyzkyj nach 14 km in südöstliche Richtung zu erreichen ist. Das Dorf besitzt eine Bahnstation an der Bahnstrecke Krasne–Odessa.
Am 13. August 2015 wurde das Dorf ein Teil der neugegründeten Siedlungsgemeinde Tschornyj Ostriw, bis dahin bildete es die gleichnamige Landratsgemeinde Hrusewyzja (Грузевицька сільська рада/Hrusewyzka silska rada) im Nordwesten des Rajons Chmelnyzkyj.

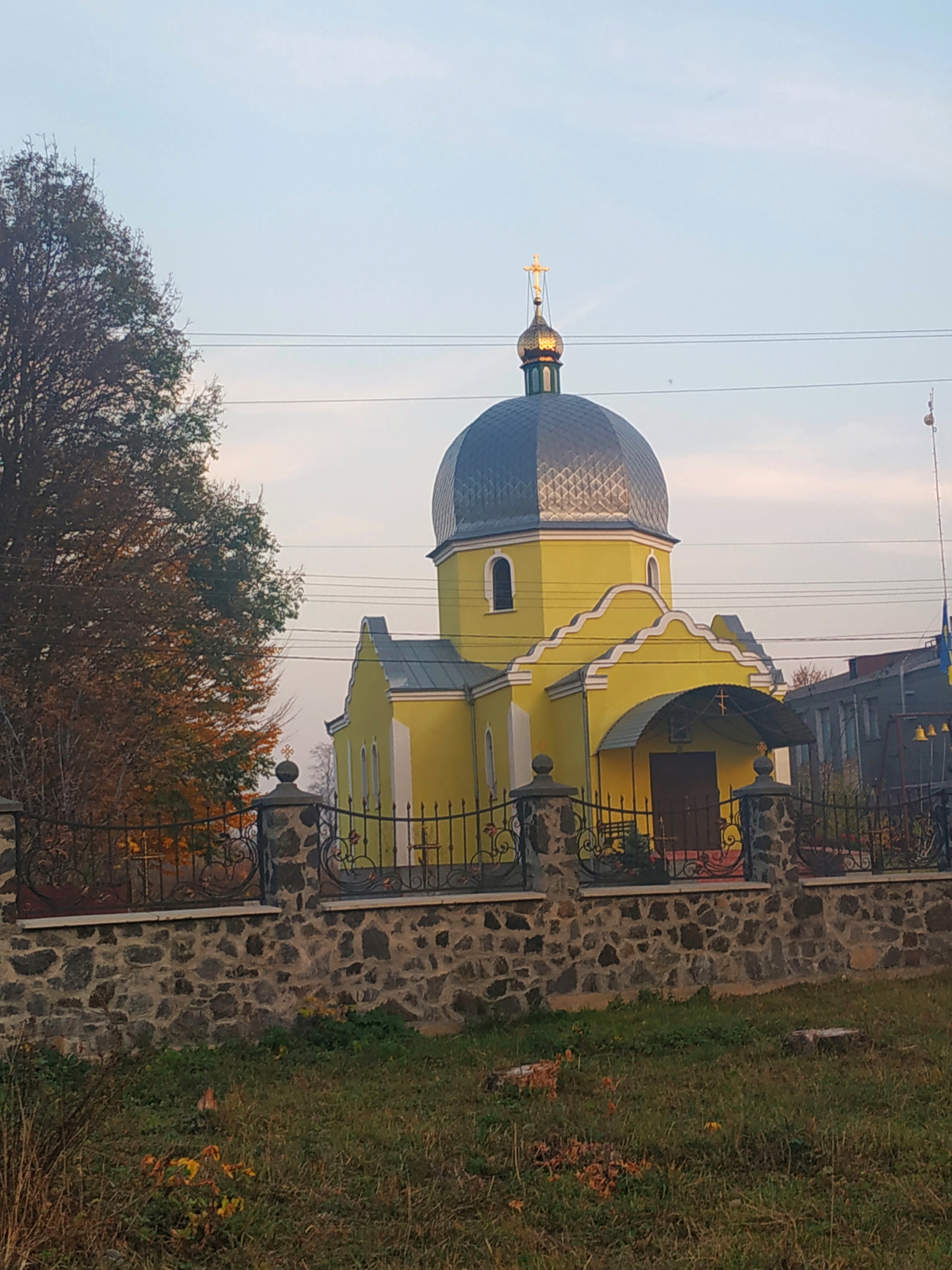
Dorfkirche
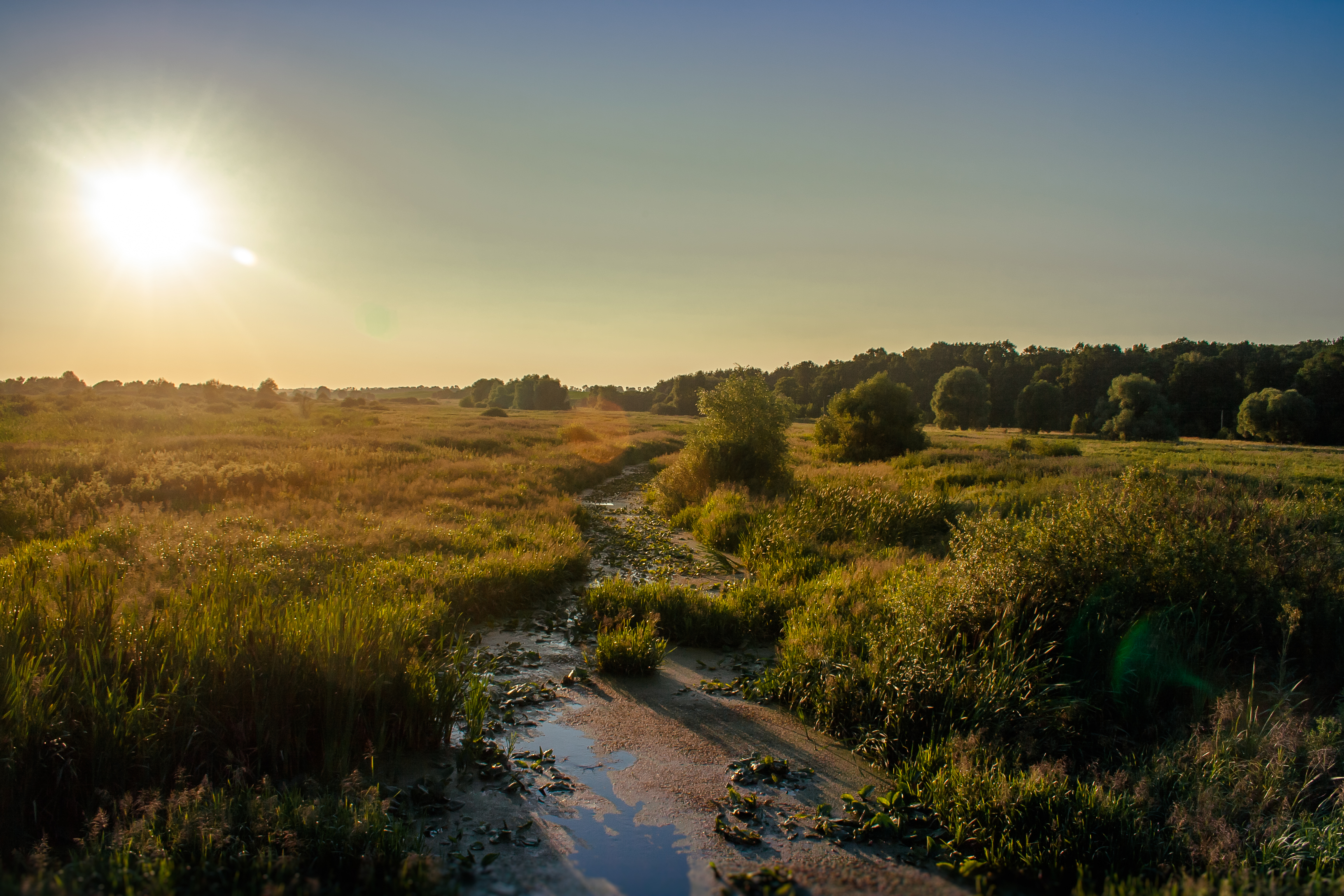
Auen des Südlichen Bugs. Naturschutzgebiet bei Hrusewyzja
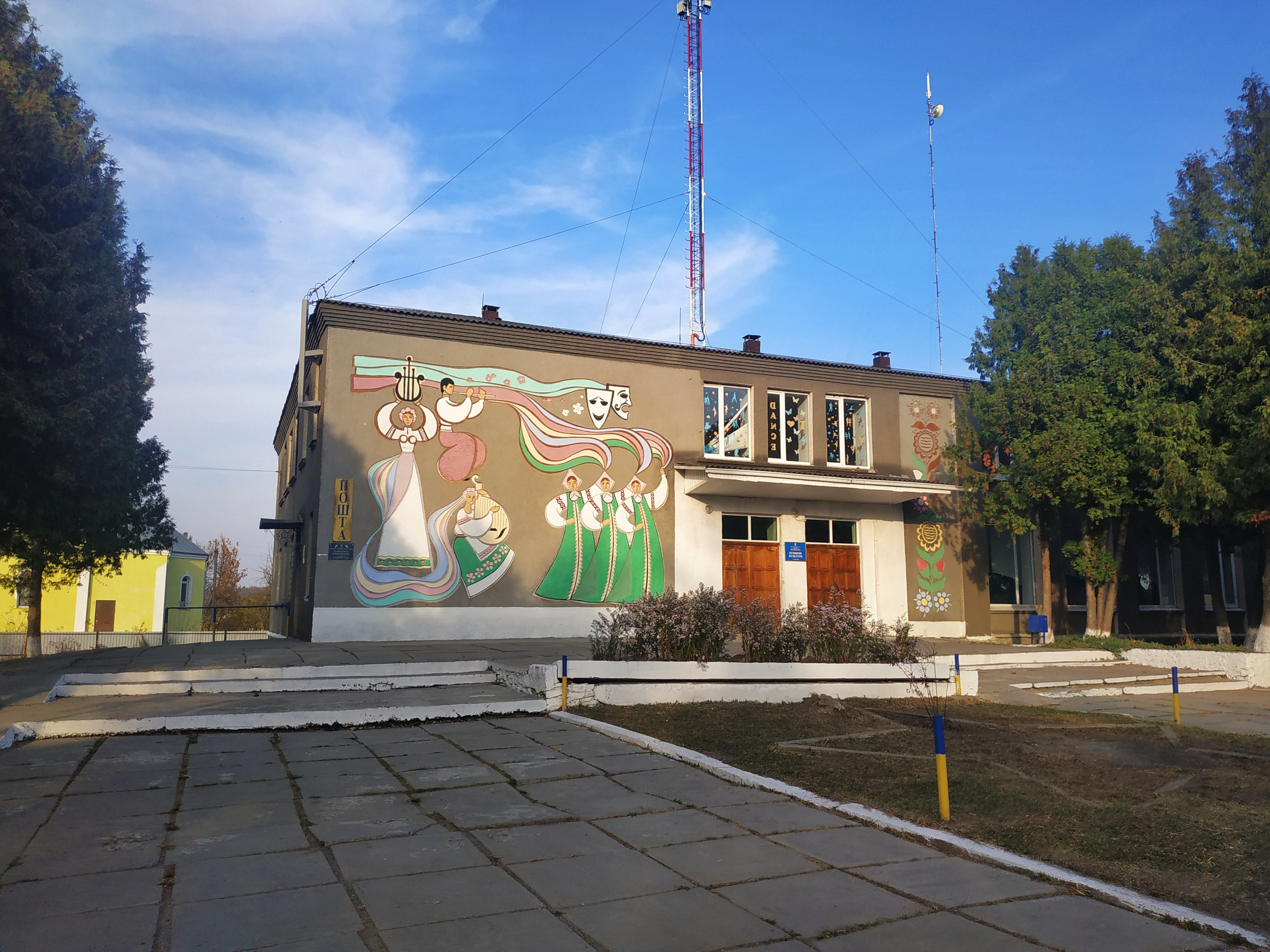
Haus der Kultur